# ماریا دو کارمو ژرونیمو
ماریا دو کارمو ژرونیمو (پرتغالی برزیلی: Maria do Carmo Gerônimo؛ ‏ ۵ مارس ۱۸۷۱ – ۱۴ ژوئن ۲۰۰۰) یک برده سابق و زن ابرصدساله اهل برزیل بود که در زمان مرگش گفته می‌شد که پیرترین فرد جهان بوده است. با این حال، به دلیل عدم وجود گواهی تولد یا هر سند مدنی دیگری که سال تولد او را اثبات کند، ادعای او هیچ‌گاه توسط کتاب رکوردهای جهانی گینس به رسمیت شناخته نشد. البته این موضوع که او آخرین برده زندهٔ برزیلی بود، مورد اختلاف نیست.

## اوایل زندگی
بر اساس سوابق کلیسایی از نوسا سنیورا دو کارمو در کامپانها در جنوب ایالت مینا ژرایس برزیل، ژرونیمو در ۵ مارس ۱۸۷۱ به دنیا آمد و ۱۶ روز بعد غسل تعمید داده شد. این تاریخ چند ماه قبل از تصویب «قانون ریو برانکو» بود که تمامی کودکانی که از مادران برده به دنیا می‌آمدند را آزاد اعلام نمود. او دختر سابرینا و ژرونیمو، بردگان لوئیز ژوزه مونتیرو از نورونا، کشاورز نیشکر و مالک یک کارخانه سفالگری و هتل بود. او سه خواهر و برادر داشت که یکی از آن‌ها بعد از لگد خوردن از یک اسب کشته شد. مادرش زمانی که حدود هشت سال داشت، درگذشت و او از سایر خواهر و برادرهایش جدا شد زیرا آن‌ها به مزرعه دیگری منتقل شدند. او به یاد می‌آورد که به‌طور مکرر کتک می‌خورد. در سن ۱۵ سالگی به یک کشاورز از شهرک بائپندی در مینا ژرایس فروخته شد و تا ۱۷ سالگی به عنوان برده زندگی می‌کرد، تا هنگامی که برده‌داری سرانجام در برزیل تحت قانون آوره در ۱۳ مه ۱۸۸۸ لغو شد. در این زمان، او به زادگاه خود، کارمو دو میناس بازگشت.

## زندگی
در دهه ۱۹۳۰، ژرونیمو به شهر کریستینا نقل مکان کرد و در کریسمس ۱۹۴۲ به ایتاجوبا در ایالت مینا ژرایس رفت تا خدمتکار خانواده سیزده‌نفری تاریخ‌نگار «ژوزه آرملیم برناردو گیمارنش» شود. گیمارنش نوه برناردو گیمارنش بود که از قضا رمان معروفی به نام ایزورا دختر برده را نوشته بود. او ۵۸ سال با این خانواده زندگی کرد تا اینکه درگذشت.

## تقدیر
ژرونیمو در مراحل پایانی زندگی خود معروف شد. بسیاری از روزنامه‌ها و مجلات برزیلی و همچنین شبکه‌های تلویزیونی برزیلی و خارجی از جمله از آرژانتین، آلمان، فرانسه، ایتالیا، ژاپن، اسپانیا و ایالات متحده با او مصاحبه کردند. او به عنوان شهروند افتخاری شش شهر برزیلی شناخته شد، اما نه در شهر زادگاهش ایتاجوبا. در سال ۱۹۹۵، او مدال صدمین سالگرد زامبی پالمارس (که به نام رهبر گروهی از بردگانی که خود را آزاد کردند نام‌گذاری شده است) را دریافت کرد و با شهردار ریو دو ژانیرو سزار مایا، به این شهر سفر کرد تا رؤیای خود را برای دیدن دریا تحقق بخشد. او در طول کارناوال ریو ۱۹۹۶ در سامبادروم مورد تجلیل قرار گرفت و با مدرسه رقص سامبا «اونیدوس دا چیژوکا» که آزادی بردگان را به عنوان موضوع اصلی رقص خود انتخاب کرده بود، جشن گرفت. در ۵ اکتبر ۱۹۹۷، او آمرزش شخصی پاپ ژان پل دوم را در یک مراسم مذهبی در ریو دو ژانیرو دریافت کرد.
معادل برزیلی کتاب رکوردهای جهانی گینس در سال ۱۹۹۴، ژرونیمو را به عنوان پیرترین فرد جهان ثبت کرد، اما خود کتاب گینس ادعای او را به دلیل عدم وجود سوابق مدنی تاییدشده، قبول نکرد.

## مرگ
ژرونیمو در ۱۴ ژوئن ۲۰۰۰ بر اثر سکته مغزی در بیمارستان دانشکده پزشکی ایتاجوبا درگذشت. بر اساس سوابق کلیسایی، او باید ۱۲۹ ساله می‌بود. با این حال، برخی از تاریخ‌نگاران اشاره کرده‌اند که ممکن است سن او اغراق‌آمیز بوده باشد تا از شمول قانون ریو برانکو در سال ۱۸۷۱ برای آزادی خود خارج نشود.